# Cubaris obliquidens
Cubaris obliquidens är en kräftdjursart som först beskrevs av Barnard 1932.  Cubaris obliquidens ingår i släktet Cubaris och familjen Armadillidae. Inga underarter finns listade i Catalogue of Life.